# Concert Spirituel

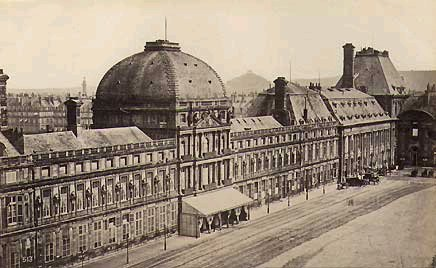
Pałac Tuilerie. Concert Spirituel miało siedzibę na II piętrze centralnego pawilonu

Concert Spirituel – pierwsza francuska instytucja zajmująca się organizowaniem koncertów publicznych, działająca w Paryżu w latach 1725–1791 .
Została założona przez muzyka Anne Danican Philidora (1681–1728), przyrodniego brata bardziej znanego kompozytora François Philidora (1726–1795) .
Początkowo wykonywano tylko muzykę instrumentalną i sakralne utwory wokalne z łacińskim tekstem. Później wprowadzono też muzykę świecką z tekstami po francusku. Concert Spirituel była centrum nieoperowego życia muzycznego XVIII-wiecznego Paryża .
Najważniejszymi muzykami dostarczającymi swych dzieł dla Concert Spirituel byli Marc-Antoine, markiz de Dampierre (1676–1756), Michel Blavet (1700–1768) i Jean-Baptiste-Antoine Forqueray (1699–1782).
Do terminu „Concert Spirituel” należy zawsze stosować liczbę pojedynczą .